# Bahía de Noruega
La bahía de Noruega (del inglés: Norwegian Bay) es uno de los cuerpos de agua localizados en el archipiélago ártico canadiense, parte del océano Ártico. Administrativamente forma parte de la Región Qikiqtaaluk del territorio autónomo de Nunavut, Canadá. Sus aguas permanecen congeladas la mayor parte del año.
Tiene una forma muy irregular, siendo sus dimensiones de unos 161 km de longitud y 145 km de anchura.  Está limitada por varias islas y estrechos:
- al norte, de oeste a este, por la pequeña isla King Christian, por el Hassel Sound —que comunica la norte con el Ártico—, por la isla Ellef Ringnes, por la costa meridional de la isla Amund Ringnes y por el extremo sur de la isla Axel Heiberg (todas parte de las islas Sverdrup);
- al oeste, por la pequeña y alargada isla Lougheed y el canal Byam Martin;
- al este, por la costa suroccidental de la gran isla Ellesmere;
- al sur, también de oeste a este, por la pequeña isla Cameron, la dentada costa septentrional de la isla Bathurst, el estrecho Penny (que conecta al sur con el canal Wellington), la costa septentrional de la isla Devon y la costa oriental de Ellesmere.

En la bahía hay dos islas importantes —Cornwall (la mayor y más occidental) y Graham— y varias más pequeñas—Buckingham, Table, Exmouth y Ekins—, todas ellas deshabitadas: